# Kaat (F.C. De Kampioenen)
Kaat is een personage uit de televisiereeks F.C. De Kampioenen. Ze werd gespeeld door Greet Verstraete en was te zien tussen 2002 en 2004.

## Personage
Kaat werkte enige tijd in het café als hulpje van Pascale. Ze volgde in die functie Siska De Bruyn op, die kort voordien werd aangeworven en in twee afleveringen te zien was.
De rol van Kaat was zelden van invloed op het verhaal. Toen Pascale een tijdje het café niet kon openhouden omdat ze haar voet gebroken had, nam Kaat wel het voortouw en bouwde ze het café om tot een hippe jongerenkroeg, iets waar alweer snel een stokje voor werd gestoken.
Uiteindelijk verdween Kaat zonder uitleg uit beeld, waarna Saartje Dubois af en toe in het café kwam helpen.
Xavier noemde haar altijd "dingske".

## Afleveringen
- Reeks 12, aflevering 09: De Enquête (2002)
- Reeks 12, aflevering 10: Lottokoorts (2002)
- Reeks 12, aflevering 11: Made in Germany (2002)
- Reeks 12, aflevering 13: Baboeleke (2002)
- Reeks 13, aflevering 3: Blond en meedogenloos (2002)
- Reeks 13, aflevering 4: Het Kampioenenbal (2002)
- Reeks 13, aflevering 6: Friet met mayonaise (2003)
- Reeks 13, aflevering 8: Keeper gezocht (2003)
- Reeks 13, aflevering 9: Het mirakel (2003)
- Reeks 13, aflevering 10: Vrolijke vrienden (2003)
- Reeks 13, aflevering 13: Bloemetjes en bijtjes (2003)
- Reeks 14, aflevering 1: Café op stelten (2003)
- Reeks 14, aflevering 3: De nieuwe matras (2003)
- Reeks 14, aflevering 4: Eviva España (2003)
- Reeks 14, aflevering 6: Met 2 aan zee (2004)

## Uiterlijke kenmerken
- Zwart haar
- Modern gekleed

## Catch phrases
- "'Xavier, Kaat!"
- "'Kaat!" (tegen Xavier)